# 아침 시장

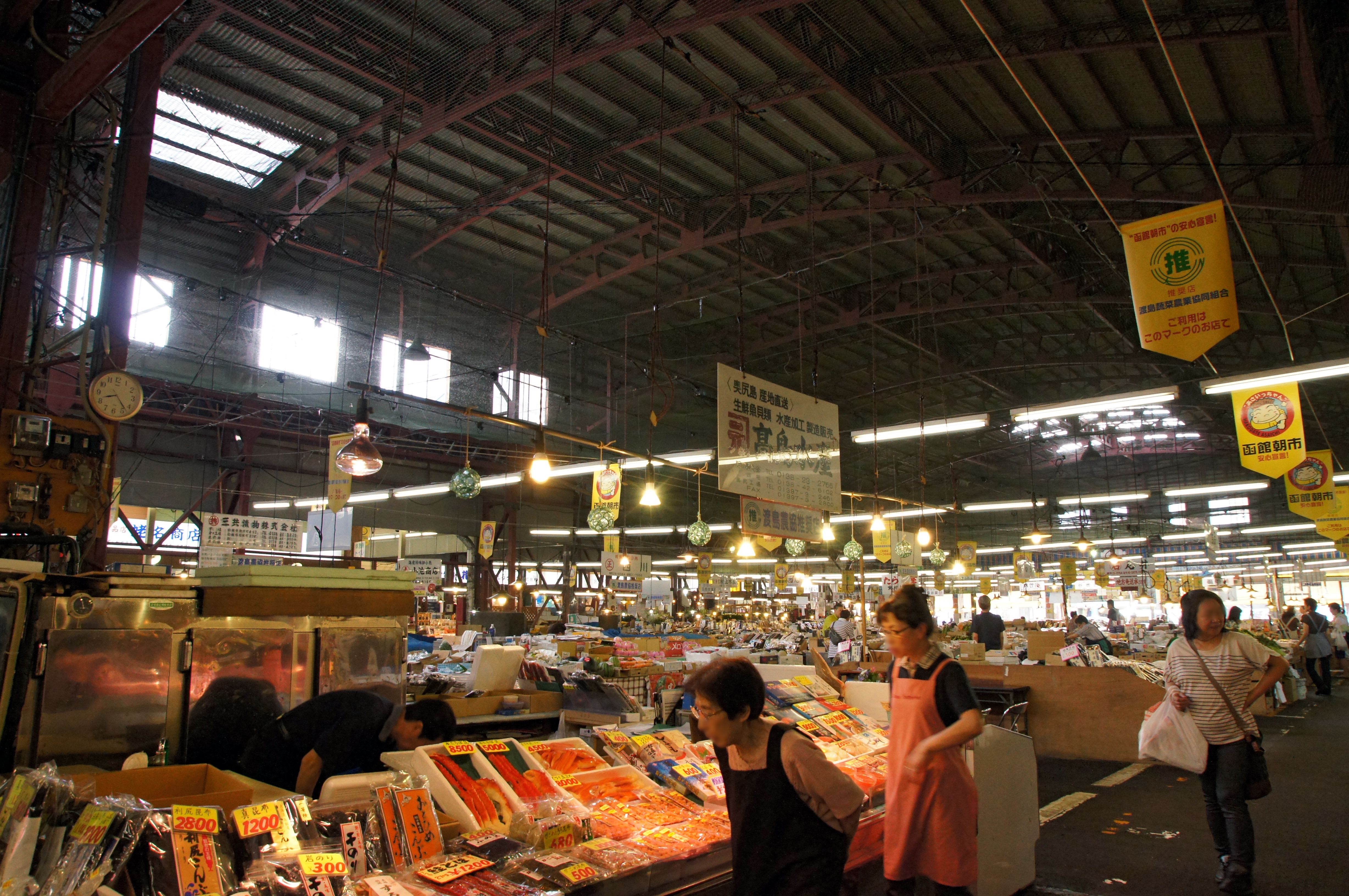
하코다테 아침 시장

아침 시장 또는 아침장은 정해진 날의 이른 아침에 상인들이 모여서 물품을 판매하는 곳으로, 시장의 일종이다. 보통 역 앞이나 광장 등 사람이 많이 모이는 곳에 열린다.

## 일본
일본의 아침 시장은 아사이치(일본어: 朝市)라고 한다. 일본의 아침 시장들은 일본농업협동조합이 주최하고 관리하는 경우가 대부분이지만, 지방자치단체에서 관광 홍보를 목적으로 아침장을 지원하는 경우도 있다. 해산물을 주로 사고파는 하코다테 아침 시장은 하코다테시의 관광지 중 하나이다. 하지만 "아침 시장"이라는 이름을 씀에도 종일 영업하는 시장도 있다. 하코다테 아침 시장, 센다이 아침 시장 등이 그 예이다.

## 오세아니아
뉴칼레도니아의 누메아 시장도 아침에 열리는 시장이다.